# پنیر گرویر
پنیر گرویر (فرانسوی: Gruyère‎; UK: ‎/ˈɡruːjɛər/‎ , US: ‎/ɡruːˈjɛər, ɡriˈ-/‎، فرانسوی: [ɡʁɥijɛʁ] (); آلمانی: Greyerzer) یک نوع پنیر سفت سوئیسی است که خاستگاه آن کانتون‌های فریبورگ، وود، نوشاتل، ژورا و برن در سوئیس بوده‌است. نام این شهر از شهر گرویر در فریبورگ گرفته شده‌است. در سال ۲۰۰۱، گرویر عنوان نام اصلی کنترل (AOC) را به دست آورد که از سال ۲۰۱۳ به عنوان تحت حمایت نام اصلی (AOP) تبدیل شد.
گرویر به عنوان پنیر سوئیسی یا آلپاین طبقه‌بندی می‌شود که شیرین است هر چند کمی طعم شور دارد و مزهٔ آن با گذشت زمان بسیار تفاوت می‌یابد. اغلب وقتی که تازه است کرمی و آجیلی توصیف می‌شود و با گذشت زمان، قاطع‌تر، خاکی‌تر و پیچیده‌تر می‌شود. هنگامی که به‌طور کامل کهنه می‌شود (پنج ماه تا یک سال)، تمایل به ترک‌های کوچکی دارد که بافتی کمی دانه‌دانه ایجاد می‌کند. گرویر امروزی برخلاف پنیر امنتال، که اغلب با آن اشتباه گرفته می‌شود، حفره‌های کمی دارد، که البته در قرن نوزدهم همیشه اینطور نبود. این پنیر محبوب‌ترین پنیر سوئیسی در سوئیس و در بیشتر اروپا است.

## استفاده

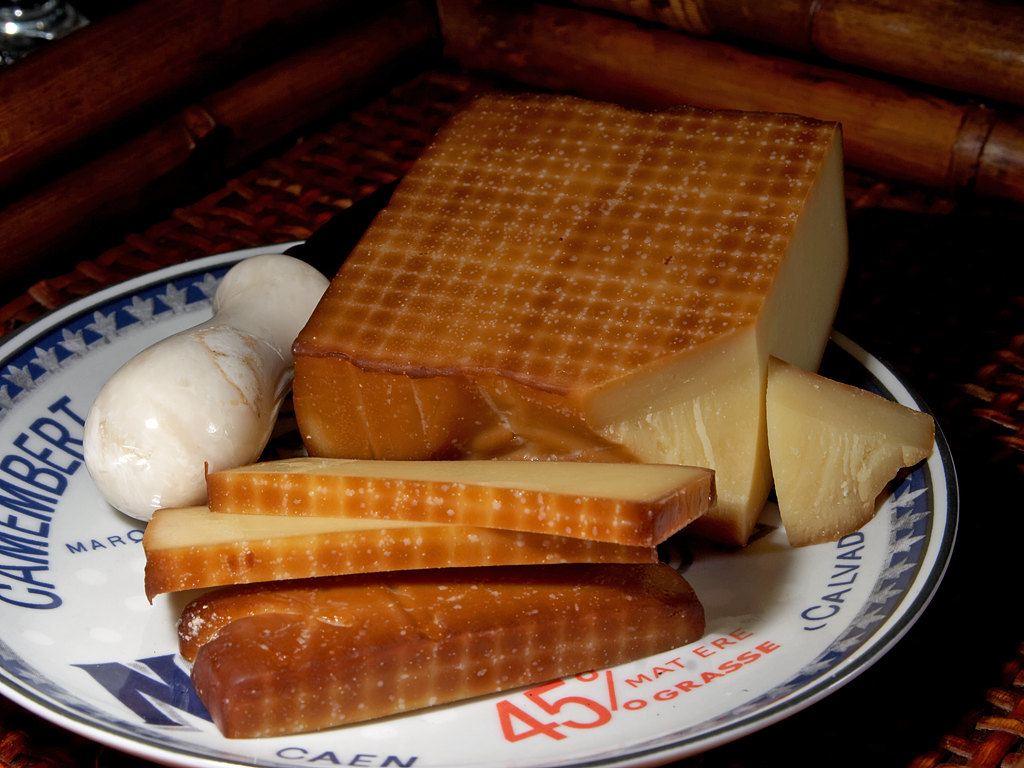
پنیر دودی گرویر

پنیر گرویر به‌طور کلی به عنوان یکی از بهترین پنیرها برای پخت شناخته می‌شود که طعمی متمایز اما نه فوق‌العاده دارد. در تارت کیش، گرویر طعم خوش‌مزه‌ای را بدون تحت‌الشعاع قرار دادن سایر مواد ایجاد می‌کند. این یک پنیر با قابلیت ذوب بالا است. همچنین به‌طور سنتی در سوپ پیاز فرانسوی و همچنین در کروک مسیو (croque-monsieur)، یک ساندویچ ژامبون و پنیر گرم کلاسیک فرانسوی استفاده می‌شود. گرویر در تهیه کوردن بلو مرغ و گوساله نیز استفاده می‌شود. گرویر یک پنیر معمولی سر سفره است و وقتی رنده شود، اغلب با سالاد و پاستا استفاده می‌شود. از رنده شدهٔ پنیر گرویر، در بالای تورین، نوعی سوپ سیر فرانسوی نیز استفاده می‌شود که روی نان خشک سرو می‌شود. شراب‌های سفید، مانند ریزلینگ، به خوبی با پنیر گرویر جفت می‌شوند. آبجوی گازدار و آبجو باک نیز از نوشیدنی‌های مشابه هستند.

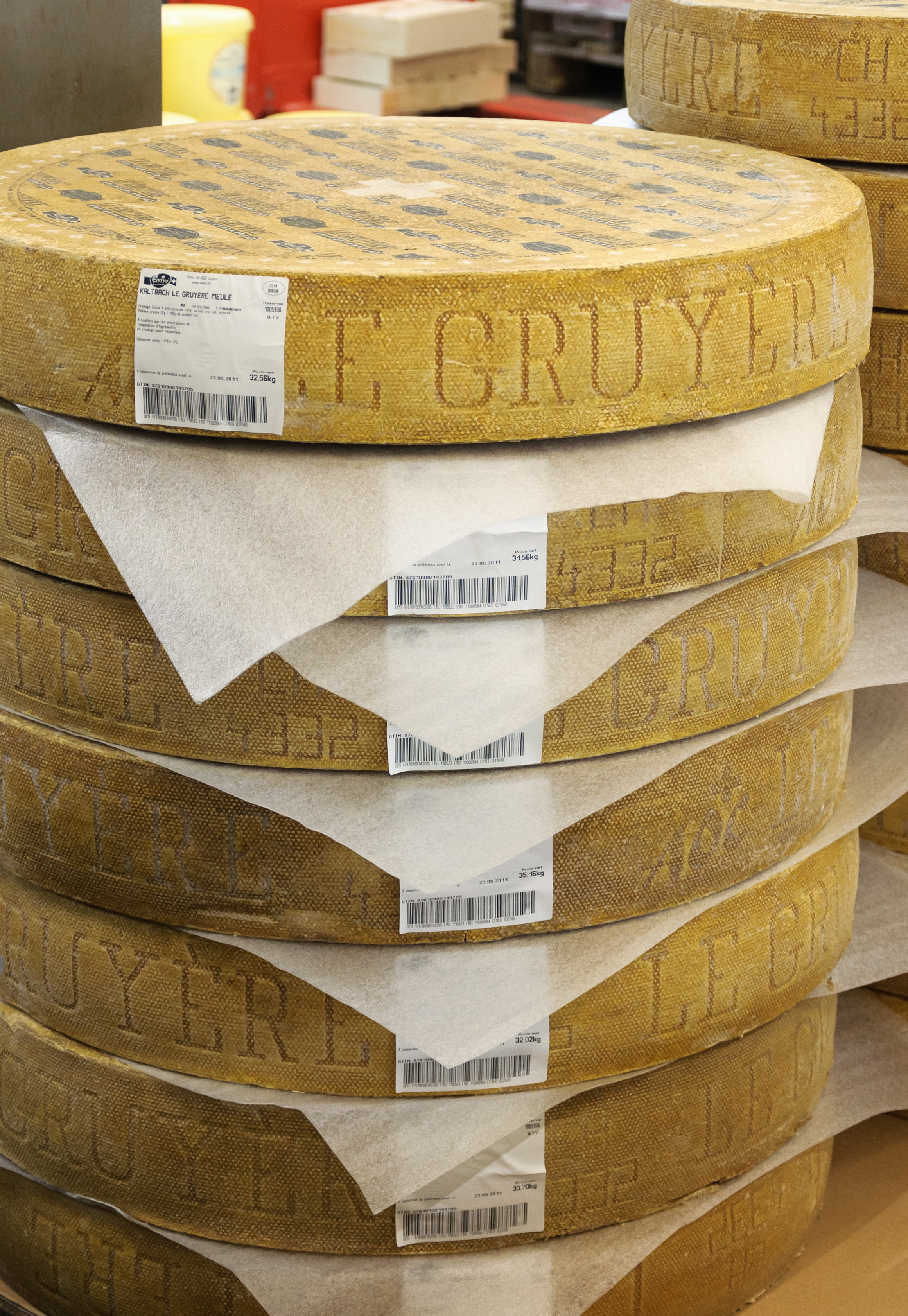
پنیر گرویر در یک بازار عمده فروشی در فرانسه به فروش می‌رسد